# The Fatal Gold Nugget
The Fatal Gold Nugget è un cortometraggio muto del 1910 diretto da Fred J. Balshofer.

## Produzione
Il film fu prodotto dalla Bison Motion Pictures e dalla New York Motion Picture.

## Distribuzione
Distribuito dalla Motion Picture Distributors and Sales Company il film, un cortometraggio in una bobina, uscì nelle sale cinematografiche statunitensi il 1º novembre 1910.